# Barroart
Barroart é um centro de artesanato localizado em Campo Grande (Mato Grosso do Sul). O espaço é destinado a artesãos e artistas plásticos que representam a expressiva cultura regional e do Pantanal. Localizado numa casa em estilo colonial, a Barroarte vende artesanatos regionais, quadros, peças indigenas, doces caseiros e acessórios utilitários e decorativos. 

## Dependências
- Estacionamento
- Bar e restaurante